# Rhaphium nasutum
Rhaphium nasutum är en tvåvingeart som först beskrevs av Fallen 1823.  Rhaphium nasutum ingår i släktet Rhaphium och familjen styltflugor. Arten är reproducerande i Sverige. Inga underarter finns listade i Catalogue of Life.